# Giulio Cesare (Händel)
Giulio Cesare (titolo originale Giulio Cesare in Egitto) è un'opera lirica in tre atti di Georg Friedrich Händel su libretto in lingua italiana di Nicola Francesco Haym. Il libretto deriva da quello omonimo di Giacomo Francesco Bussani, che era stato rappresentato per la prima volta nel 1677 a Venezia con musiche di Antonio Sartorio.

## La vicenda storica
Il Giulio Cesare venne rappresentato per la prima volta il 20 febbraio del 1724 al King's Theatre di Londra. Per l'occasione, il libretto di Haym, da lui stesso tradotto in inglese, fu messo a disposizione del pubblico per favorire la comprensione dell'opera.
Alla prima - che vedeva come protagonisti la primadonna Francesca Cuzzoni ed il contraltista castrato Francesco Bernardi, detto il Senesino, due vere star del canto lirico dell'epoca - l'opera ebbe un successo immediato ed Händel la riprese, con numerosi successivi cambiamenti, il 2 gennaio 1725, e poi ancora nel 1730 ed il 1º febbraio 1732. "La popolarità dell'opera si riflesse anche in numerose produzioni ad Amburgo e a Brunswick nel periodo 1725-1737, ed una versione in forma di concerto fu data a Parigi nell'estate del 1724".
Come tutte le opere serie del primo Settecento, anche il Giulio Cesare è stato quasi dimenticato nel corso del XIX secolo, per essere riesumato solo nel 1922, a Gottinga, sia pure in una versione riveduta. In tempi più recenti l'opera si è tuttavia rivelata come una fra quelle maggiormente apprezzate dal pubblico moderno per l'accessibilità e la gradevolezza della musica composta da Händel, tanto da garantirsi centinaia di produzioni in diversi paesi.
Il ruolo principale e i personaggi di Tolomeo e Nireno, scritti originariamente per castrati, vengono oggi interpretati da contralti o mezzosoprani in travesti, oppure da controtenori. Nelle prime esecuzioni moderne, soprattutto in ambito tedesco, fu esteso anche al Giulio Cesare l'esperimento di trasporre in basso di un'ottava le parti a suo tempo assegnate ai castrati (o alle donne in travesti) in modo da renderle più accettabili ai mutati gusti artistici, ed il ruolo del protagonista fu conseguentemente affidato a baritoni; oggigiorno tale tendenza antistorica è stata quasi completamente abbandonata.
Quest'opera, considerata tra le migliori composte da Händel, è organizzata sul modello melodrammatico metastasiano, e viene apprezzata soprattutto per la superba scrittura vocale, l'impatto drammatico e la maestosa orchestrazione. E lo schema in uso al tempo - in grado di intrecciare amore e politica, gelosia ed eroismo, senza tralasciare i temi della vendetta e della ricerca della gloria - è qui supportato, ancor meglio che altrove, da una ricchezza di brani recitativi alternati ad un numero quanto mai copioso di arie che si alternano in assoluta armonia restituendo tutta la forza necessaria all'azione drammatica e all'unità scenica.
Principalmente per questi motivi il Giulio Cesare è entrato a far parte del cosiddetto repertorio e conta oggi il maggior numero di registrazioni discografiche tra le opere di Händel.

## Organico orchestrale
Il Giulio Cesare in Egitto prevede un organico orchestrale costituito da
- due flauti dolci, flauto traverso, due oboi, due fagotti
- quattro corni, tromba
- violini, viole
- basso continuo (violoncello, contrabbasso, fagotto, clavicembalo)
- Sulla scena: due oboi, 2 violini e una viola soli, arpa, viola da gamba, tiorba, violoncello solo e fagotto, corno obbligato solo sul palco.

## Personaggi e interpreti della prima
| Personaggio                              | Tipologia vocale   | Interprete                         |
| ---------------------------------------- | ------------------ | ---------------------------------- |
| Giulio Cesare                            | contralto castrato | Francesco Bernardi, detto Senesino |
| Cleopatra, regina d'Egitto               | soprano            | Francesca Cuzzoni                  |
| Tolomeo, suo fratello, re d'Egitto       | contralto castrato | Gaetano Berenstadt                 |
| Cornelia, vedova di Pompeo               | contralto          | Anastasia Robinson                 |
| Sesto, suo figliastro                    | soprano (travesti) | Margherita Durastanti              |
| Achilla, generale di Tolomeo             | basso              | Giuseppe Maria Boschi              |
| Curio, pretore, generale di Cesare       | basso              | John Lagarde                       |
| Nireno, servitore di Cleopatra e Tolomeo | contralto castrato | Giuseppe Bigonzi                   |

## La trama
L'intricata vicenda è ambientata ad Alessandria d'Egitto e dintorni e prende le mosse dall'episodio storico della campagna compiuta da Giulio Cesare nel 48-47 a.C., quando, dopo aver sconfitto il nemico Pompeo nella battaglia di Farsalo, lo inseguì fino alle sponde del fiume Nilo.
Dato questo antefatto, al centro dell'opera si collocano due gruppi distinti e contrapposti. Da una parte, i Romani: oltre a Giulio Cesare, Cornelia e Sesto, rispettivamente moglie e figlio dello sconfitto Pompeo, nonché Curio, tribuno, parte di contorno; dall'altra gli Egizi: Cleopatra e Tolomeo, fratelli-nemici, faraoni in condominio del regno d'Egitto, il generale Achilla e il cortigiano Nireno.
Tolomeo e Cleopatra, sovrani tributari di Roma, cercano a loro modo di ingraziarsi il vincitore e conservare il trono. Allo scopo, il primo fa assassinare Pompeo e ne invia la testa mozzata in omaggio ad uno sgomento e inorridito Cesare, destando contemporaneamente l'odio e la sete di vendetta di Cornelia e di Sesto; la seconda mette invece in opera le sue doti di femme fatale per conquistare il conquistatore, e ci riesce ben presto venendo però ella stessa conquistata.
Le vicende dell'opera si dipanano quindi sugli ulteriori tentativi di tradimento del disilluso Tolomeo e del suo generale Achilla, sulla loro rivalità amorosa per conquistare i favori niente meno che dell'indignata Cornelia, e sulla prevedibile risoluzione finale dell'intreccio con i buoni, vincitori, ed i cattivi, uccisi o vinti.

## Struttura dell'opera
- Ouverture

### I atto
- Coro - Viva il nostro Alcide Scena I
- Aria di Cesare - Presti omai l'egizia terra Scena I
- Aria di Cesare - Empio, dirò, tu sei Scena III
- Aria di Cornelia - Priva son d'ogni conforto Scena IV
- Aria di Sesto - Svegliatevi nel core Scena IV
- Aria di Cleopatra - Non disperar; chi sa? Scena V
- Aria di Tolomeo - L'empio, sleale, indegno Scena VI
- Recitativo e Aria di Cesare - Alma del gran Pompeo - Non è sì vago e bello Scena VII
- Aria di Cleopatra - Tutto può donna vezzosa Scena VII
- Arioso di Cornelia - Nel tuo seno, amico sasso Scena VIII
- Aria di Sesto - Cara speme, questo core Scena VIII
- Aria di Cleopatra - Tu la mia stella sei Scena VIII
- Aria di Cesare - Va tacito e nascosto Scena IX
- Aria di Achilla - Tu sei il cor di questo core Scena XI
- Duetto di Cornelia e Sesto - Son nata a lagrimar Scena XI

### II atto
- Sinfonia Scena II
- Aria di Cleopatra - V'adoro pupille Scena II
- Aria di Cesare - Se in fiorito ameno prato Scena II
- Arioso di Cornelia - Deh piangete, oh mesti lumi Scena III
- Aria di Achilla - Se a me non sei crudele Scena IV
- Aria di Tolomeo - Sì spietata, il tuo rigore Scena IV
- Aria di Cornelia - Cessa omai di sospirar Scena VI
- Aria di Sesto - L'angue offeso mai riposa Scena VI
- Aria di Cleopatra - Venere bella Scena VII
- Aria di Cesare - Al lampo dell'armi Scena VIII
- Coro Morrà, Cesare, morrà Scena VIII
- Recitativo e Aria di Cleopatra - Che sento? Oh Dio! - Se pietà di me non senti Scena VIII
- Arioso di Tolomeo - Belle dee di questo core Scena IX
- Aria di Sesto - L'aure che spira tiranno e fiero Scena XI

### III atto
- Aria di Achilla - Dal fulgor di questa spada Scena I
- Sinfonia Scena II
- Aria di Tolomeo - Domerò la tua fierezza Scena II
- Aria di Cleopatra - Piangerò la sorte mia Scena III
- Accompagnato e Aria di Cesare - Dall'ondoso periglio - Aure, deh, per pietà spirate Scena IV
- Aria di Cesare - Quel torrente, che cade dal monte Scena V
- Aria di Sesto - La giustizia ha già sull'arco Scena VI
- Recitativo e Aria di Cleopatra - Voi, che mie fide ancelle - Da tempeste il legno infranto Scena VII
- Aria di Cornelia - Non ha più che temere quest'alma Scena IX
- Sinfonia. La Marche Scena Ultima
- Duetto di Cleopatra e Cesare - Caro! - Bella! Scena Ultima
- Coro - Ritorni omai nel nostro core Scena Ultima

## Discografia (selezione)
| Anno | Cast (Cesare, Cleopatra, Sesto, Cornelia, Tolomeo)                                             | Direttore       | Etichetta           |
| ---- | ---------------------------------------------------------------------------------------------- | --------------- | ------------------- |
| 1966 | Boris Christoff, Lydia Marimpietri, Eugenio Fernandi, Oralia Domínguez, Massimiliano Malaspina | Nicola Rescigno | Mondo Musica        |
| 1967 | Justino Díaz, Beverly Sills, Beverly Wolff, Maureen Forrester, Spiro Malas                     | Julius Rudel    | RCA                 |
| 1969 | Dietrich Fischer-Dieskau, Tatiana Troyanos, Peter Schreier, Julia Hamari, Franz Crass          | Karl Richter    | Deutsche Grammophon |
| 1989 | Martine Dupuy, Patrizia Orciani, Josella Ligi, Raquel Pierotti, Susanna Anselmi                | Marcello Panni  | Nuova Era           |
| 1991 | Jennifer Larmore, Barbara Schlick, Marianne Rørholm, Bernarda Fink, Derek Lee Ragin            | René Jacobs     | Harmonia Mundi      |
| 2002 | Marijana Mijanovic, Magdalena Kožená, Anne Sofie von Otter, Charlotte Hellekant, Bejun Mehta   | Marc Minkowski  | Archiv              |
| 2011 | Marie-Nicole Lemieux, Karina Gauvin, Emöke Barath, Romina Basso, Filippo Mineccia              | Alan Curtis     | Naïve Records       |

## Registrazioni video
| Anno | Cast (Cesare, Cleopatra, Sesto, Cornelia, Tolomeo)                                            | Direttore         | Etichetta       |
| ---- | --------------------------------------------------------------------------------------------- | ----------------- | --------------- |
| 2005 | Sarah Connolly, Danielle de Niese, Angelika Kirchschlager, Patricia Bardon, Christophe Dumaux | William Christie  | Opus Arte       |
| 2011 | Lawrence Zazzo, Natalie Dessay, Isabel Leonard, Varduhi Abrahamyan, Christophe Dumaux         | Emmanuelle Haïm   | Virgin Classics |
| 2012 | Andreas Scholl, Cecilia Bartoli, Philippe Jaroussky, Anne Sofie von Otter, Christophe Dumaux  | Giovanni Antonini | Decca           |

### Edizioni
- Giulio Cesare in Full Score, Dover Publications, 1986 (reprint della partitura tratta dalle Georg Friedrich Händels Werke, a cura di Friedrich Chrysander, Lipsia 1875)
- Hallische Händel-Ausgabe, a cura della Georg-Friedrich-Händel-Gesellschaft, Serie II: Opere, Volume 14: Giulio Cesare in Egitto, a cura di Frieder Zschoch (partitura, in preparazione)
- Giulio Cesare in Egitto, spartito per canto e pianoforte basato sulla precedente edizione, Bärenreiter, Kassel, 2005

### Critica
- I libretti italiani di Georg Friedrich Händel e le loro fonti I, a cura di L. Bianconi e G. la Face, Firenze, L. S. Olschki, 1992
- Winton Dean, Handel, Milano-Firenze, Ricordi-Giunti, 1987
- Anthony Hicks, Giulio Cesare in Egitto (ii), in Stanley Sadie (a cura di), The New Grove Dictionary of Opera, New York, Grove (Oxford University Press), 1997, II, pp. 436–437. ISBN 978-0-19-522186-2
- Clelia Parvopassu, Giulio Cesare, in Piero Gelli e Filippo Poletti (a cura di), Dizionario dell'opera 2008, Milano, Baldini Castoldi Dalai, 2007, pp. 576–577, ISBN 978-88-6073-184-5 (riprodotto online presso Opera Manager)
- Reinhard Strohm, I libretti italiani di Händel, in J. Mainwaring, Memorie della vita di G. F. Händel, a cura di L. Bianconi, Torino, EDT, 1985
- Reinhard Strohm, Per una miglior comprensione dell'opera seria, "Musica/Realtà", n. 21, dicembre 1986
- Aa.Vv., Dizionario dell'Opera lirica (Oscar Mondadori, 1995, ISBN 88-04-35284-1)